# خانه رضاخان
خانه رضا خان مربوط به اواخر دوره قاجار است و در تهران، نرسیده به میدان حسن‌آباد، خیابان سادات شریف واقع شده و این اثر در تاریخ ۲۵ مهر ۱۳۸۳ با شمارهٔ ثبت ۱۱۲۰۱ به‌عنوان یکی از آثار ملی ایران به ثبت رسیده است.

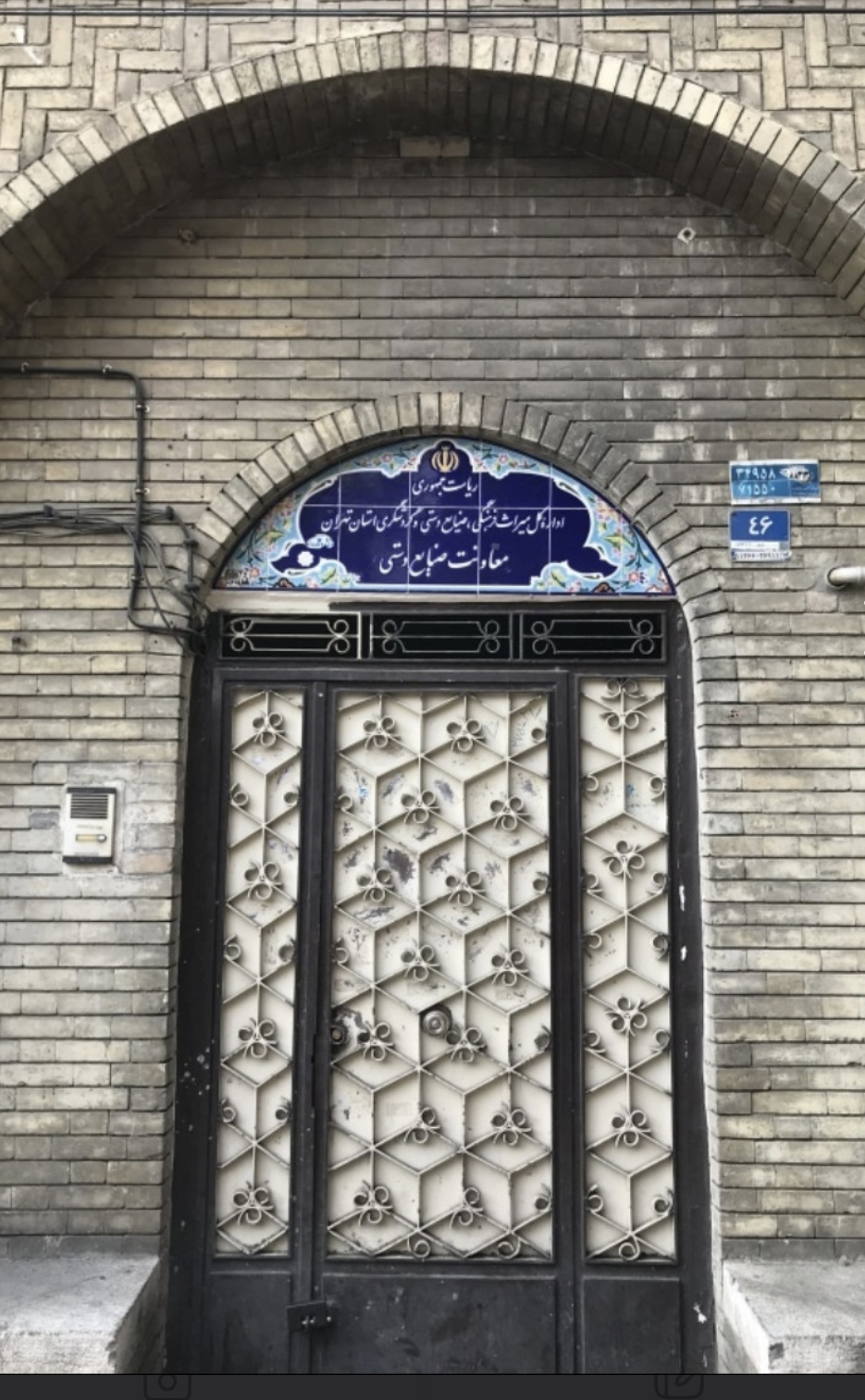
سردر منزل رضاخان پیش از سلطنت و تغییر کنونی آن به دفتر معاونت صنایع دستی

این خانه محل سکونت رضاخان هنگام ریاست وزارت جنگ بوده و بنا بر گفته‌هایی شمس، اشرف و محمدرضا شاه نیز در همین خانه بدنیا آمده اند. عکس معروفی که رضاخان دختر بزرگش شمس را روی پای چپ و محمدرضا را روی پای راست نشانده و اشرف نیز کمی دورتر ایستاده، در حیاط همین خانه و مقابل پله ها گرفته شده است. 

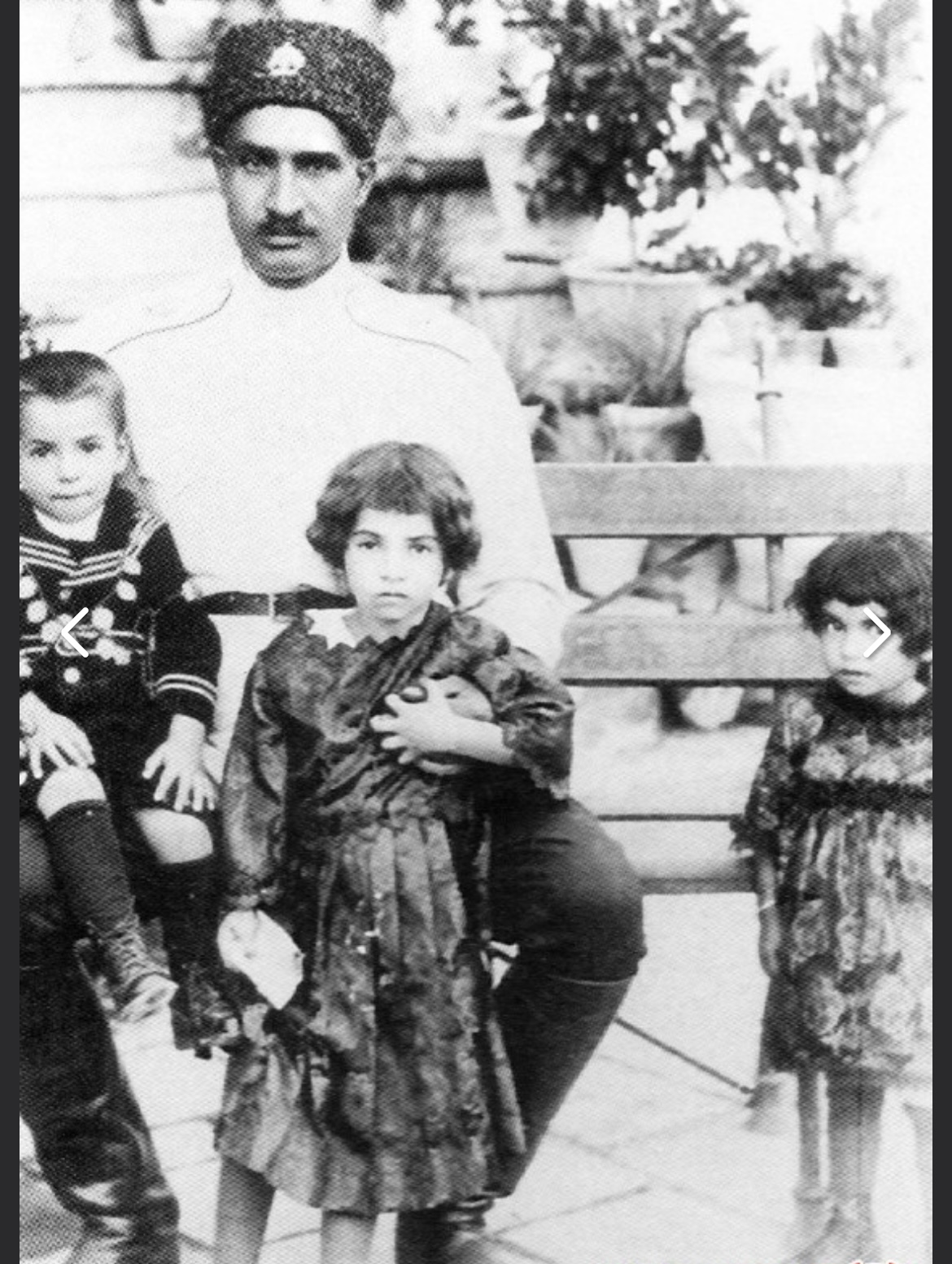
تصویر رضاخان به همراه شمس، اشرف و محمدرضا پهلوی در کودکی

سردر هلالی و آجری که اکنون یک در فلزی دارد، گذرگاه ورود به حیاط است که حوض نسبتا گودی در وسط با درختان سرسبزی دارد. خانه دارای ایوانی با سه در و دو اتاق در طرفین ایوان با سه پنجره است. داخل خانه تزئینات خاصی ندارد و فقط پوشش گچی دارد. این خانه به سبک خانه های هم عصر دارای زیرزمینی است که احتمالا مطبخ بوده است. سمت چپ حیاط نیز دارای چند اتاق، اما ضلع شرقی و جنوبی فقط شامل دیوار است. 
خانه رضاخان اکنون تبدیل به معاونت صنایع دستی اداره کل میراث فرهنگی استان تهران شده و امکان بازدید برای عموم وجود ندارد. 